# El rapto de las sabinas (Poussin)
El rapto de las sabinas (en francés, L'Enlèvement des Sabines) es un cuadro del pintor francés Nicolas Poussin. Está realizado al óleo sobre lienzo. Mide 159 cm de alto y 206 cm de ancho. Fue pintado entre 1637 y 1638. Se encuentra en el Museo del Louvre de París (Francia). 
Este cuadro representa el episodio mítico del Rapto de las sabinas por los romanos a causa de la falta de mujeres y por consecuencia, de descendencia. En este mito, los romanos organizan un banquete con los sabinos y aprovechan para raptar a las mujeres sabinas que posteriormente serán las que juntaran los dos pueblos.
La composición de esta tela refleja toda la tensión y el drama del episodio. Los personajes son numerosos: los soldados romanos se emparejan con las mujeres que se esfuerzan en huir y lloran. Solo en medio de un caos, una vieja sabina implora a Rómulo, personaje con el manto rojo que supervisa la escena en la parte derecha de la tabla. La arquitectura está presente como un decorado de teatro. Es evidentemente anacrónica por su clasicismo. Poussin utiliza un modo de expresión «furiosa» que, según él, describe perfectamente las increíbles escenas de guerra. Utiliza colores fuertes y agresivos como el rojo, el naranja o el amarillo.

## Las apropiaciones de Braun-Vega
En 1974, el pintor peruano Herman Braun-Vega, residente en París, realizó un estudio técnico e iconográfico de El rapto de las Sabinas del Louvre para producir su serie de veinte cuadros sobre El rapto de las Sabinas de Poussin, que transpuso a la realidad contemporánea francesa e internacional. Se interesó especialmente por la relación entre civiles y militares, la agresión y la violencia política y social, temas universales de la pintura de Poussin que actualizó en el contexto de los años 1970.
En esta serie, Braun-Vega adopta una estructura «poussiniana» — una construcción plástica fría y rigurosa — que contrasta con la calidez del color y la inserción de motivos contemporáneos, como objetos cotidianos de consumo o recortes de prensa, para subrayar la violencia de su tiempo, en particular el golpe de Estado en Chile o el ataque contra el drugstore en el barrio de Saint-Germain de París. Se apropió de los elementos de la pintura de Poussin, poniéndolos en perspectiva con elementos triviales o contemporáneos, bodegones en trampantojo (por ejemplo, Tiens, voilà du boudin, L'enlèvement a la baguette), para ofrecer una mirada irónica y crítica sobre la sociedad moderna y la cultura del consumo. Su enfoque no es de parodia, sino de transferencia de valores, buscando sobre todo demostrar la continuidad del arte.
La apropiación de El rapto de las Sabinas en la obra de Braun-Vega no se detiene con esta serie. Además de las 3 serigrafías realizadas al mismo tiempo (L'enlèvement à la miche de pain, L'enlèvement au Bain-Vapeur y Poids culturel), encontramos referencias a esta obra de Poussin en 1981 en Bonjour Monsieur Poussin, luego en 2007 en Mémoires (Poussin) y finalmente en 2012 en Casse-croûte de campagne (Poussin) y La chair du sectarisme (Ingres, Poussin) con el tema constante del cuestionamiento de las realidades sociales y políticas contemporáneas.